# Abeoforma whisleri
Abeoforma whisleri là một sinh vật nhân chuẩn đơn bào thuộc nhánh Ichthyosporea, một nhóm các sinh vật nguyên sinh có quan hệ họ hàng gần với động vật.

## Phân loại
A. whisleri được xếp vào nhánh Ichthyosporea, trong Teretosporea, là dòng dõi của Holozoa phân nhánh sớm nhất. A. whisleri được phân lập từ đường tiêu hóa của một loài trai thuộc chi Mytilus vào năm 2011. Loài này cùng với Pirum gemmata được báo cáo phát hiện cùng thời điểm.

Phân tích trình tự SSU-rDNA của A. whisleri đã tìm thấy một bộ gen dài 1674 nucleotide, tương đồng đến 95,7% so với Pirum gemmata. Kết quả phân tích này cũng phát hiện ra tương đồng đến 90% so với các trình tự được tìm thấy ở các loài Amoebidium parasiticum, Sphaeroforma arctica, và Creolimax fragrantissima.

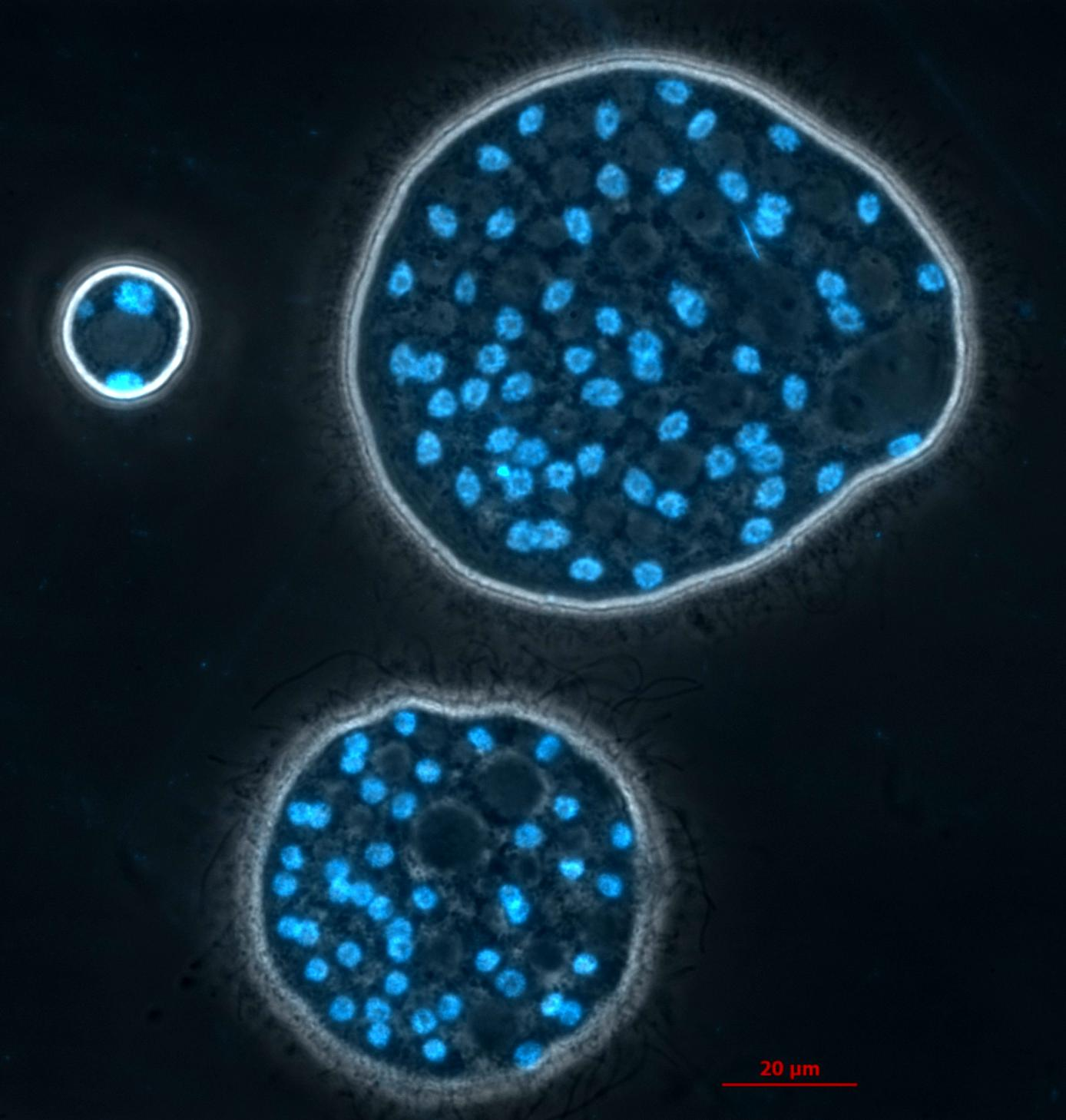
Tập đoàn Abeoforma whisleri được nhuộm Hoechst